# Wallis (Wallis e Futuna)
Wallis, in wallisiano ʻUvea, è uno dei tre regni tradizionali sotto protettorato francese nei quali è diviso il territorio d'oltremare di Wallis e Futuna. Il regno corrisponde all'isola di Wallis, e agli isolotti limitrofi, che è amministrativamente divisa in tre distretti. Il capoluogo di Wallis, che è anche la capitale dell'intero territorio, è Matāʻutu.

## Distretti
| Distretto           | Capoluogo       | Superficie (km²) | Popolazione Censimento 2003 | Villaggi |
| ------------------- | --------------- | ---------------- | --------------------------- | -------- |
| Hihifo (occidente)  | Vaitupu         | 23.4             | 2422                        | 5        |
| Hahake (oriente)    | Matāʻutu        | 27.8             | 3950                        | 6        |
| Muʻa (primo)        | Malaʻefoʻou (1) | 26.3             | 3699                        | 12       |
| Capitanato di ʻUvea | Matāʻutu        | 77.5             | 10071                       | 23       |

(1) precedentemente chiamato Mua